# De lange mars
De lange mars is het negentiende deel uit de stripreeks Blueberry van Jean-Michel Charlier (scenario) en Jean Giraud (tekeningen). Het album verscheen voor het eerst in 1980 bij uitgeverij EDI-3-BD. Het album is daarna nog zes keer herdrukt bij diverse uitgeverijen, voor het laatst in 2003 bij uitgeverij Dargaud. Ook verschenen er hardcover edities. De lange mars werd in 2018 samen met de delen Vogelvrij verklaard, Angel Face en Gebroken neus integraal uitgegeven door Dargaud. Het album vormt met het voorgaande deel Gebroken neus een tweeluik.

## Inhoud
Blueberry zit gevangen in Fort Bowie. Zijn compagnons Red Neck en MacClure zoeken hulp bij Chihuahua Pearl om Blueberry te bevrijden. Wanneer hij naar het oosten wordt gebracht om te worden opgehangen, ontsnapt Blueberry met de hulp van zowel de drie als een groep Navajo's onder leiding van Vittorio. Blueberry en de Navajo's gaan naar een kamp waar de andere leden van de Navajo-stam onder leiding van Cochise gevangen zitten.

## Hoofdpersonen
- Blueberry, cavalerieluitenant
- Tolson, agent in Indiaanse zaken die gebruik maakt van zijn positie om te stelen of te doden.
- Vittorio, vurige, jonge Navajo die naar oorlog met de blanken verlangt
- Wild Bill Hickok, premiejager op zoek naar Blueberry
- Gideon O'Bannion, een gescalpeerde man die probeert de dood van zijn vrouw en kinderen te wreken.
- MacClure
- Red Neck
- Duke Stanton, rijke zakenman die Chihuahua Pearl wil verleiden